# Ctenosauriscus
Ctenosauriscus ist eine ausgestorbene Gattung der Archosauria aus der Gruppe Poposauroidea. Der bisher einzige Fund stammt aus dem Mittleren Buntsandstein von Niedersachsen (spätes Olenekium, Untertrias). Ctenosauriscus ist der namensgebende Vertreter der Ctenosauriscidae, einer Familie, die sich durch ein hohes Rückensegel auszeichnet. Ctenosauriscus lebte während des Olenekiums (vor etwa 247 Millionen Jahren) und ist damit einer der ältesten Archosaurier. Die Gattung wurde zuerst von Friedrich von Huene im Jahr 1902 als Ctenosaurus beschrieben und 1964 von Oskar Kuhn in Ctenosauriscus umbenannt.

## Beschreibung

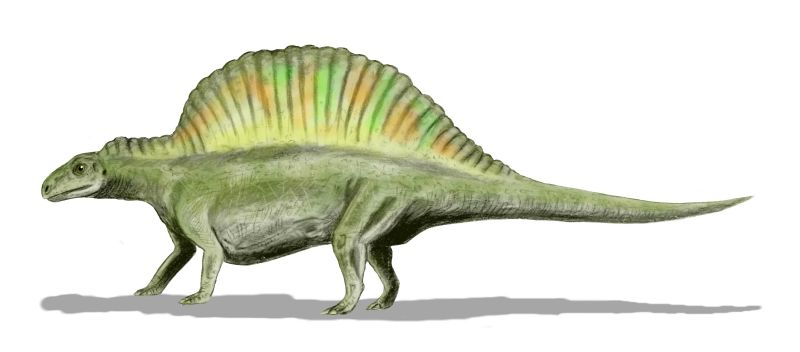
Zeichnerische Lebendrekonstruktion von Ctenosauriscus koeneni.

Das auffälligste Merkmal von Ctenosauriscus ist das Rückensegel, das von den verlängerten Dornfortsätzen der Hals- und Rückenwirbel gebildet wird. Die Dornfortsätze sind im vorderen Bereich des Segels leicht nach vorne und im hinteren Bereich des Segels leicht nach hinten gebogen. Einige andere Vertreter der Poposauroidea, wie Lotosaurus und die Ctenosaurisciden Hypselorhachis und Xilousuchus, wiesen ebenfalls verlängerte Dornfortsätze auf – das Segel von Ctenosauriscus war jedoch eines der größten dieser Gruppe. Ctenosauriscus ist Arizonasaurus aus der Mitteltrias der südwestlichen USA am ähnlichsten. Beide Gattungen wiesen Dornfortsätze auf, die bis zu 12 Mal so hoch wie die Wirbelkörper waren. Bei Centosauriscus sind die Enden der Dornfortsätze breiter als bei verwandten Gattungen, außerdem waren die Post- und Präzygapophysen (mechanische Verbindungselemente der Wirbel) größer und robuster. Der verwandte Hypselorhachis besaß ebenfalls am oberen Ende verbreiterte Dornfortsätze; diese waren allerdings kürzer als bei Ctenosauriscus. Auch Lotosaurus aus der Mitteltrias von China zeigt verlängerte Dornfortsätze, die jedoch gerader, breiter und wesentlich kürzer waren als bei Ctenosauriscus.

## Systematik
Ctenosauriscus ist der namensgebende Vertreter der Ctenosauriscidae. Typisch für diese Gruppe sind Rückensegel, die aus verlängerten Dornfortsätzen der Wirbel gebildet werden. Die Ctenosauriscidae waren vor allem während der Unter- und Mitteltrias in Eurasien und Nordamerika verbreitet. Vertreter der Gruppe schließen Arizonasaurus aus der Moenkopi-Formation in Arizona (USA), Hypselorhachis aus der Manda-Formation in Tansania, Xilousuchus aus der chinesischen Heshanggou-Formation, den kaum bekannten, britischen Bromsgroveia aus der Bromsgrove-Sandstone-Formation, sowie ein unbenanntes Exemplar aus der deutschen Röt-Formation mit ein. Butler et al. (2011) definiert die Ctenosauriscidae als ein stammlinienbasiertes Taxon (stem-based definition), die alle Taxa einschließt, die näher mit Ctenosauriscus koeneni als mit Poposaurus gracilis, Effigia okeeffeae, Postosuchus kirkpatricki, Crocodylus niloticus, Ornithosuchus longidens oder Aetosaurus ferratus verwandt sind.
Die Ctenosauriscidae werden in die Poposauroidea gestellt. Das Schwestertaxon der Ctenosauriscidae bildet eine unbenannte Gruppe abgeleiteter Gattungen der Poposauroidea, wie Poposaurus, Sillosuchus und Shuvosaurus. Die Verwandtschaftsbeziehungen innerhalb der Ctenosauriscidae sind unklar. Es folgt ein Kladogramm nach Butler et al. (2011):
|                         | Sillosuchus                                             |
|                         |                                                         |
|                         | Poposaurus                                              |
|                         |                                                         |
|                         | \| \| Shuvosaurus \| \| \| \| \| \| Effigia \| \| \| \| |
| Vorlage:Klade/Wartung/3 |                                                         |
|                         | Shuvosaurus                                             |
|                         |                                                         |
|                         | Effigia                                                 |
|                         |                                                         |

|  | Shuvosaurus |
|  |             |
|  | Effigia     |
|  |             |

|                                                                                                 | Hypselorhachis              |
|                                                                                                 |                             |
|                                                                                                 | Ctenosauriscus              |
|                                                                                                 |                             |
|                                                                                                 | Arizonasaurus               |
|                                                                                                 |                             |
|                                                                                                 | Bromsgroveia                |
|                                                                                                 |                             |
|                                                                                                 | Hypselorhachis              |
|                                                                                                 |                             |
|                                                                                                 | unbenannter Ctenosauriscide |
| Vorlage:Klade/Wartung/3 Vorlage:Klade/Wartung/4 Vorlage:Klade/Wartung/5 Vorlage:Klade/Wartung/6 |                             |

|                         | Sillosuchus                                             |
|                         |                                                         |
|                         | Poposaurus                                              |
|                         |                                                         |
|                         | \| \| Shuvosaurus \| \| \| \| \| \| Effigia \| \| \| \| |
| Vorlage:Klade/Wartung/3 |                                                         |
|                         | Shuvosaurus                                             |
|                         |                                                         |
|                         | Effigia                                                 |
|                         |                                                         |

|  | Shuvosaurus |
|  |             |
|  | Effigia     |
|  |             |

|                                                                                                 | Hypselorhachis              |
|                                                                                                 |                             |
|                                                                                                 | Ctenosauriscus              |
|                                                                                                 |                             |
|                                                                                                 | Arizonasaurus               |
|                                                                                                 |                             |
|                                                                                                 | Bromsgroveia                |
|                                                                                                 |                             |
|                                                                                                 | Hypselorhachis              |
|                                                                                                 |                             |
|                                                                                                 | unbenannter Ctenosauriscide |
| Vorlage:Klade/Wartung/3 Vorlage:Klade/Wartung/4 Vorlage:Klade/Wartung/5 Vorlage:Klade/Wartung/6 |                             |

|                         | Sillosuchus                                             |
|                         |                                                         |
|                         | Poposaurus                                              |
|                         |                                                         |
|                         | \| \| Shuvosaurus \| \| \| \| \| \| Effigia \| \| \| \| |
| Vorlage:Klade/Wartung/3 |                                                         |
|                         | Shuvosaurus                                             |
|                         |                                                         |
|                         | Effigia                                                 |
|                         |                                                         |

|  | Shuvosaurus |
|  |             |
|  | Effigia     |
|  |             |

|                                                                                                 | Hypselorhachis              |
|                                                                                                 |                             |
|                                                                                                 | Ctenosauriscus              |
|                                                                                                 |                             |
|                                                                                                 | Arizonasaurus               |
|                                                                                                 |                             |
|                                                                                                 | Bromsgroveia                |
|                                                                                                 |                             |
|                                                                                                 | Hypselorhachis              |
|                                                                                                 |                             |
|                                                                                                 | unbenannter Ctenosauriscide |
| Vorlage:Klade/Wartung/3 Vorlage:Klade/Wartung/4 Vorlage:Klade/Wartung/5 Vorlage:Klade/Wartung/6 |                             |

|                         | Sillosuchus                                             |
|                         |                                                         |
|                         | Poposaurus                                              |
|                         |                                                         |
|                         | \| \| Shuvosaurus \| \| \| \| \| \| Effigia \| \| \| \| |
| Vorlage:Klade/Wartung/3 |                                                         |
|                         | Shuvosaurus                                             |
|                         |                                                         |
|                         | Effigia                                                 |
|                         |                                                         |

|  | Shuvosaurus |
|  |             |
|  | Effigia     |
|  |             |

|                                                                                                 | Hypselorhachis              |
|                                                                                                 |                             |
|                                                                                                 | Ctenosauriscus              |
|                                                                                                 |                             |
|                                                                                                 | Arizonasaurus               |
|                                                                                                 |                             |
|                                                                                                 | Bromsgroveia                |
|                                                                                                 |                             |
|                                                                                                 | Hypselorhachis              |
|                                                                                                 |                             |
|                                                                                                 | unbenannter Ctenosauriscide |
| Vorlage:Klade/Wartung/3 Vorlage:Klade/Wartung/4 Vorlage:Klade/Wartung/5 Vorlage:Klade/Wartung/6 |                             |

## Forschungs- und Entdeckungsgeschichte

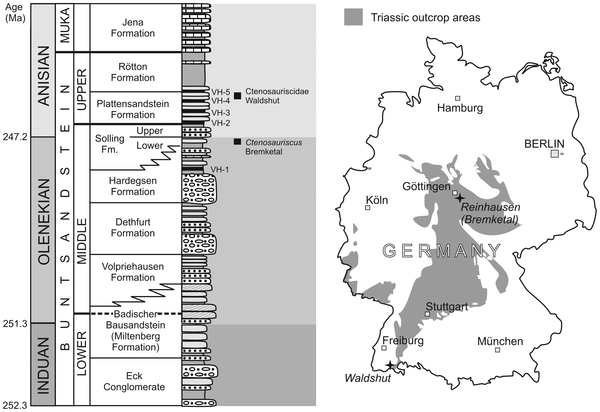
Lage des Fundorts von Ctenosauriscus und des unbenannten Waldshut-Ctenosaurisciden

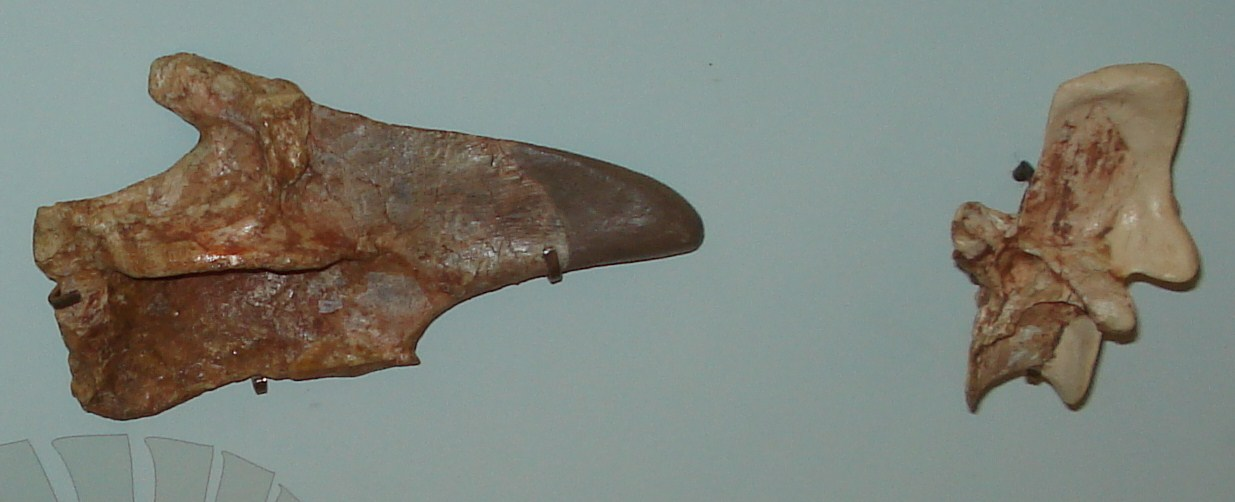
Der Fossilfund von Waldhaus

Ctenosauriscus ist lediglich durch einen einzigen Fund bekannt (Holotyp, Exemplarnummer GZG.V.4191), der aus einem teilweisen postkranialen Skelett einschließlich einer unvollständigen Wirbelsäule, Rippen sowie möglicherweise einigen Elementen des Schultergürtels besteht. Der Fund ist auf vier Sandstein-Platten erhalten. Die erste Platte (als A1 katalogisiert) enthält Rückenwirbel, während die zweite Platte (B1) Schwanz-, Kreuzbein- und die hintersten Rückenwirbel enthält. Zwei weitere Platten (A2 und B2) bilden jeweils die Gegenplatten zu A1 und B1.
Der Fund wurde Anfang des Jahres 1871 in einem Steinbruch des Bremketals südöstlich von Göttingen gefunden. Er stammt aus dem Solling-Bausandstein, einer Einheit der Solling-Formation des Mittleren Buntsandsteins. Später im selben Jahr wurde es von dem Architekten Eduard Freise der Universität Göttingen geschenkt. Die Erstbeschreibung als Ctenosaurus koeneni veröffentlichte Friedrich von Huene im Jahr 1902, allerdings lediglich anhand einer Fotografie des Fossils. Später reiste von Huene selbst nach Göttingen, um das Fossil direkt zu untersuchen, und veröffentlichte 1914 eine umfangreichere Beschreibung.

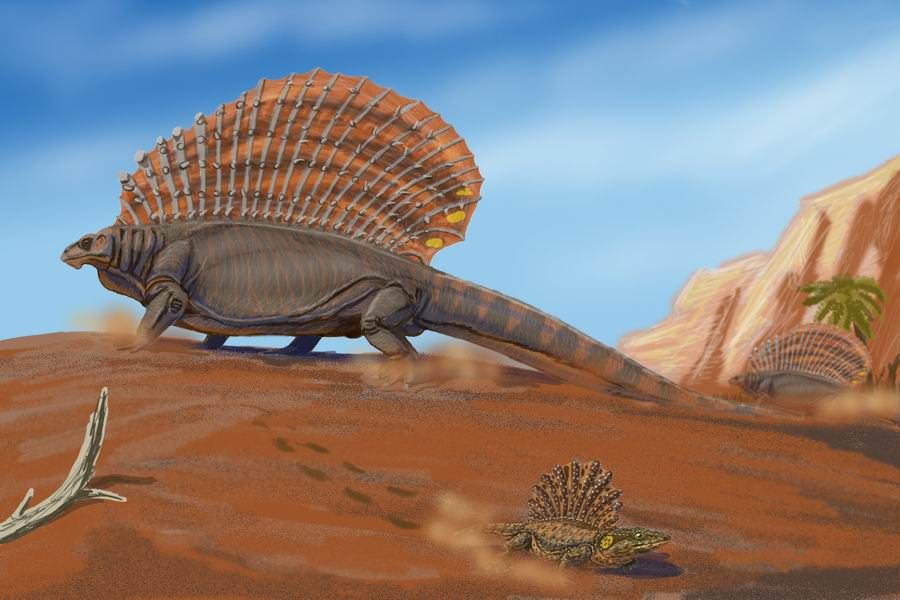
Edaphosaurus und Platyhystrix, zwei Landwirbeltiere mit Rückensegel aus dem Unterperm. Ctenosauriscus wurde zuerst als Pelycosauria wie Edaphosaurus und später als Temnospondyli wie Platyhystrix klassifiziert.

Von Huene vermutete, dass C. koeneni ein später Pelycosaurier sei – ein entfernt mit den Säugetieren verwandter Synapside. Derartige basale Synapsiden sind vor allem aus dem Pennsylvanium (Oberkarbon) und Unterperm bekannt. Von Huene begründete diese Zuordnung mit der Ähnlichkeit dieses Tieres zu segeltragenden Pelycosauriern wie Dimetrodon. Der österreichische Paläontologe Othenio Abel klassifizierte C. koeneni als Amphibium aus der Gruppe Temnospondyli, das eng mit dem rückensegeltragenden Platyhystrix verwandt gewesen sein sollte, welcher wie Dimetrodon aus dem Unterperm stammt.
Später wurde festgestellt, dass der von Huene gewählte Name Ctenosaurus bereits vergeben war und die Schwarzleguane (jetzt Ctenosaura) bezeichnete, weshalb die Gattung von dem Paläontologen Oskar Kuhn im Jahr 1964 umbenannt wurde. B. Krebs beschrieb den Holotypus 1969 neu und erkannte Ctenosauriscus als einen Vertreter der Archosauria, basierend auf Ähnlichkeiten mit dem segeltragenden Pseudosuchier Hypselorhachis aus der Mitteltrias Tansanias.
Ctenosauriscus wurde in der Solling-Formation gefunden, die auf ein Alter von 247,5 bis 247,2 Millionen Jahre datiert wird. Diese Datierung basiert auf radiometrischen Methoden sowie auf Messungen der Milanković-Zyklen.
Ein Forscherteam um Richard J. Butler veröffentlichte im Jahr 2011 eine Neubeschreibung des Holotypus. Es erkannte zwar keinerlei Autapomorphien (einzigartige Merkmale), stellte aber fest, dass der Holotypus von anderen Ctenosaurisciden durch eine einzigartige Kombination aus Merkmalen unterschieden werden kann. Ctenosauriscus gilt als einer der ältesten Archosaurier; etwa gleich alt war Vytshegdosuchus aus Russland und vermutlich auch Xilousuchus, ein Ctenosauriscidae aus China.

## Paläobiologie

### Bipedie
Eine Studie von Ebel und Kollegen (1998) kommt zu dem Ergebnis, Ctenosauriscus habe sich zweibeinig laufend (biped) fortbewegt, wobei die verlängerten Dornfortsätze der Wirbel die beim Laufen auf zwei Beinen auftretenden Kräfte abgefedert haben sollen. Obwohl keine Beinknochen überliefert sind, vermuten diese Forscher, dass die Kräfte, die auf die Oberenden der Dornfortsätze wirkten, auf einen Punkt unterhalb der Wirbelsäule fokussiert waren, bei dem es sich um das Kniegelenk gehandelt haben könnte. Butler und Kollegen (2011) widersprechen dieser Hypothese und argumentieren, dass Muskeln eine direkte Verbindung zwischen Kniegelenk und Rücken bilden müssten, um derartige Kräfte zwischen Kniegelenk und Dornfortsätzen zu erzeugen. Stattdessen würden die Kräfte jedoch von den Hinterbeinen auf die Beckenknochen und Kreuzbeinwirbel übertragen, und nicht auf die Rückenwirbel. Zudem hätte das Segel von Ctenosauriscus den Schwerpunkt des Körpers nach vorne verlagert, was eine zweibeinige Fortbewegung schwierig bis unmöglich machen würde.